# Quel cœur vas-tu briser
«Quel cœur vas-tu briser» —[kɛl kœʁ vɑ.ty bʁi.ze]; en español: «¿Qué corazón vas a romper?»— es una canción compuesta por Daneil Faure e interpretada en francés por Géraldine. Se lanzó como sencillo en 1967 mediante Polydor. Fue elegida para representar a Suiza en el Festival de la Canción de Eurovisión de 1967 tras ganar la final nacional suiza en 1967.

## Festival de Eurovisión

### Final nacional
Esta canción participó en la final nacional para elegir al representante suizo del Festival de la Canción de Eurovisión de 1967, celebrada el 21 de enero de ese año en los estudios de televisión de TSI. Un jurado se encargó de la votación, y solo se anunció la canción ganadora. Finalmente, la canción «Quel coeur vas-tu briser» se declaró ganadora entre 6 canciones.

### Festival de la Canción de Eurovisión 1967
Esta canción fue la representación suiza en el Festival de Eurovisión 1967. La orquesta fue dirigida por Hans Möckel.
La canción fue interpretada 6ª en la noche del 8 de abril de 1967 por Géraldine, precedida por Portugal con Eduardo Nascimento interpretando «O vento mudou» y seguida por Suiza con Östen Warnerbring interpretando «Som en dröm». Al final de las votaciones, la canción no había recibido ningún punto, quedando en 17º puesto de un total de 17.
Fue sucedida como representación suiza en el Festival de 1968 por Gianni Mascolo con «Guardando il sole».

## Letra
En la canción, la intérprete le pregunta a su examante que qué corazón va a romper, ya que el suyo ha dejado de latir por él y ya no cree en él.

## Formatos
| Francia - Disco de vinilo 7" |                           |          |  |
| N.º                          | Título                    | Duración |  |
| 1.                           | «Quel cœur vas-tu briser» | 2:36     |  |
| 2.                           | «Jour à jour»             | 2:30     |  |

| Francia - EP |                           |          |  |
| N.º          | Título                    | Duración |  |
| 1.           | «Quel cœur vas-tu briser» | 2:38     |  |
| 2.           | «Jimmy»                   | 3:05     |  |
| 3.           | «Jour à jour»             | 2:30     |  |
| 4.           | «Neiges de printemps»     | 2:35     |  |

## Créditos
- Géraldine: voz
- Daneil Faure: composición
- Gérard Gray: letra
- Bernard Kesslair: instrumentación
- Polydor: compañía discográfica

Fuente:

## Historial de lanzamiento
| Región  | Fecha | Formato                              | Discográfica    | Ref.   |
| ------- | ----- | ------------------------------------ | --------------- | ------ |
| Francia | 1967  | Disco de vinilo 7", 45 RPM, sencillo | Polydor Records | [ 1 ]  |
| Francia | 1967  | Disco de vinill 7", 45 RPM, EP       | Polydor Records | [ 12 ] |